# 빌베이스

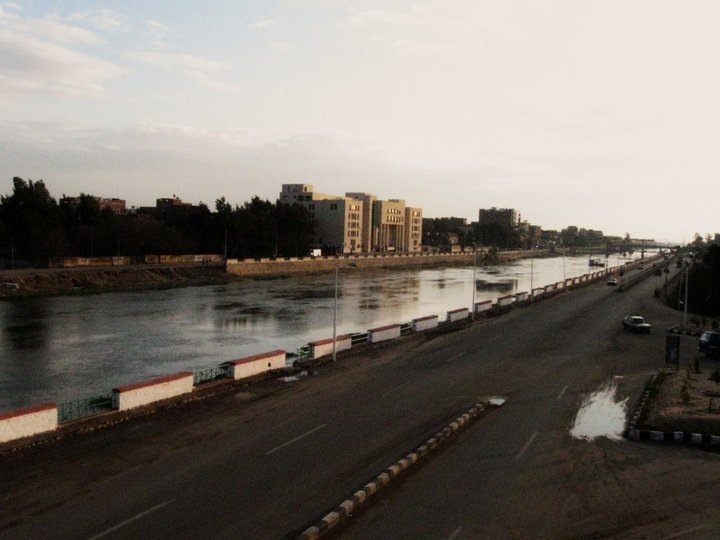

빌베이스(아랍어:Bilbeis, 아랍어: بلبيس) 또는 빌바이스는 이집트 나일 삼각주 남부의 동쪽 끝에 위치한 고대 요새 도시의 이름이다.
파티마 왕조 시대에 중요한 군사 요충지로 1164년 시리아의 이슬람 장군인 시르쿠가 이 곳에서 파티마의 와지르 샤와르와 예루살렘의 아모리 1세의 군대를 맞아 석달간 공방전을 펼쳤다. 1168년에 아모리가 다시 한번 이 도시를 공격해 사흘 만에 함락시키고 주민들을 모두 학살했다. 이 사건으로 이집트의 콥트 기독교인들은 처음에는 십자군을 구원자로 지원했으나 아모리의 만행에 경악하고 십자군에대한 지원을 끊어버리는 계기가 되었다.
1798년 이 도시의 요새는 나폴레옹 보나파르트에 의해 재건되었다.

## 참고 자료
- Gibb, Sir Hamilton (2006년). The Life of Saladin. Oxford University Press. ISBN 978-0-86356-928-9.